# Wereldkampioenschappen schaatsen afstanden 2024 - Ploegenachtervolging mannen
De ploegenachtervolging mannen op de wereldkampioenschappen schaatsen afstanden 2024 werd gereden op vrijdag 16 februari 2024 in de Olympic Oval in Calgary, Canada.
Titelverdediger was de Nederlandse ploeg, die nu vijfde werd. Italië won verrassend, want het was hun eerste zege van het seizoen en eerste wereldtitel op de ploegenachtervolging. Noorwegen werd tweede en Canada derde. De ploeg van de Verenigde Staten reed drie weken eerder nog een wereldrecord, maar kwam door een kwetsuur aan de knie van Lehman niet verder dan de vierde plaats.

## Uitslag
| #      | Land             | Schaatsers                                                              | Tijd       | Verschil | Rit             |
| ------ | ---------------- | ----------------------------------------------------------------------- | ---------- | -------- | --------------- |
| Goud   | Italië           | Andrea Giovannini Davide Ghiotto Michele Malfatti Daniele Di Stefano    | 3.35,00    | -        | 4 Start- Finish |
| Zilver | Noorwegen        | Sander Eitrem Peder Kongshaug Sverre Lunde Pedersen Hallgeir Engebråten | 3.36,07    | + 1,07   | 4 Wissel        |
| Brons  | Canada           | Connor Howe Antoine Gélinas-Beaulieu Hayden Mayeur Jake Weidemann       | 3.36,72    | + 1,72   | 1 Wissel        |
| 4      | Verenigde Staten | Casey Dawson Emery Lehman Ethan Cepuran Conor McDermott-Mostowy         | 3.38,64    | + 3,64   | 3 Wissel        |
| 5      | Nederland        | Chris Huizinga Marcel Bosker Beau Snellink Bart Hoolwerf                | 3.40,50    | + 5,50   | 3 Start- Finish |
| 6      | België           | Jason Suttels Indra Médard Bart Swings                                  | 3.40,79 NR | + 5,79   | 2 Wissel        |
| 7      | China            | Wang Shuaihan Wu Yu Sun Chuanyi Deng Zhihan                             | 3.45,23    | + 10,23  | 2 Start- Finish |
| 8      | Frankrijk        | Timothy Loubineaud Mathieu Belloir Valentin Thiebault Giovanni Trebouta | 3.46,15    | + 11,15  | 1 Start- Finish |

Reserves zijn schuingedrukt.

## IJs- en klimaatcondities
|                  | Start  | Eind   |
| ---------------- | ------ | ------ |
| Tijd             | 13:00  | 13:22  |
| Luchttemperatuur | 17,8°C | 17,8°C |
| IJstemperatuur   | -8,0°C | -8,0°C |
| Luchtvochtigheid | 30,0%  | 30,0%  |

2005 · 
2007 · 
2008 · 
2009 · 
2011 · 
2012 · 
2013 · 
2015 · 
2016 · 
2017 · 
2019 · 
2020 ·
2021 ·
2023 ·
2024 ·
2025